# Steamboat Willie
Steamboat Willie è un film del 1928 sceneggiato e diretto da Walt Disney e Ub Iwerks, i due sono stati anche, rispettivamente, produttore e co-animatore. 
Pur essendo il terzo cortometraggio d'animazione della serie Mickey Mouse, distribuito dalla Celebrity Productions il 18 novembre 1928, fu il primo corto della serie a venire distribuito, e per questo viene spesso considerato l'esordio ufficiale dei personaggi di Topolino e Minni. È inoltre il primo cartone animato a presentare una colonna sonora con musiche, effetti sonori e dialoghi (benché non intelligibili) completamente sincronizzata; il successo ottenuto lo portò a venire ricordato come il primo cartone animato con sonoro sincronizzato, benché questo primato appartenga al corto dello stesso anno  Dinner Time, della Van Beuren Studios (esso però non ebbe successo di pubblico).
Nel 1994 il film si classificò al 13º posto nel libro The 50 Greatest Cartoons. Nell'aprile 1997 fu inserito (senza i titoli di testa e di coda) nel film di montaggio direct-to-video I capolavori di Topolino. Nel 1998 fu selezionato per la conservazione nel National Film Registry della Biblioteca del Congresso perché "culturalmente, storicamente o esteticamente significativo".
Essendo stato pubblicato nel 1928, il cortometraggio è entrato nel pubblico dominio a partire dal 1º gennaio 2024.

## Trama
Topolino è al timone di un battello a vapore su un fiume, fischietta Steamboat Bill e fa suonare i fischietti dell'imbarcazione. Sul ponte sopraggiunge il capitano, Pietro Gambadilegno, che lo caccia via: Topolino cadendo per una scala finisce dentro un secchio d'acqua e viene perciò deriso da un pappagallo, a cui lancia il secchio in testa.
Il battello sosta al molo di Podunk per imbarcare alcuni animali e poi riparte; Minni, che non ha fatto in tempo a salirci, lo rincorre cercando di fermarlo. Topolino riesce allora ad agganciarla per le mutandine con la gru e la issa a bordo.
Atterrando sul ponte, Minni lascia cadere la sua chitarra e uno spartito della canzone Turkey in the Straw, che vengono subito mangiati da una capra. I due allora usano il ruminante come grammofono: Minni gira la coda come una manovella mentre Topolino suona vari oggetti della cucina come percussioni e alcuni degli animali presenti a bordo – un gatto, un'anatra, una scrofa con i suoi maialini e una mucca – come strumenti musicali.
Al termine del “concerto”, Gambadilegno infuriato spedisce Topolino sottocoperta a pelare patate. Da un oblò il pappagallo deride il protagonista il quale gli lancia una mezza patata e lo fa cadere in acqua.

## Produzione
I primi due corti della serie Mickey Mouse, intitolati L'aereo impazzito e Topolino gaucho e proiettati in anteprima nel 1928, non erano riusciti a impressionare il pubblico e ad ottenere un distributore. L'enorme successo del primo lungometraggio sonoro Il cantante di jazz (1927) aveva però portato la maggior parte delle sale cinematografiche statunitensi a costruire un impianto audio, così Walt Disney decise di trarre profitto da questa nuova tendenza ed essere il primo ad offrire un cartone animato con sonoro completamente sincronizzato.
La produzione di Steamboat Willie ebbe luogo tra luglio e agosto del 1928, e l'animazione fu realizzata principalmente da Ub Iwerks. La paternità della colonna sonora del film a oggi non è del tutto chiara, essendo stata attribuita a Wilfred Jackson, Carl Stalling e Bert Lewis. Neil Sinyard afferma però che Jackson ricordò di aver insegnato ai suoi colleghi il principio del metronomo e di aver poi suonato Turkey in the Straw all'armonica per consentire a Disney di cogliere il ritmo dell'azione.
Inizialmente c'era però qualche dubbio tra gli animatori che un cartone animato sonoro potesse sembrare abbastanza credibile, quindi prima che fosse prodotta la colonna sonora, Disney organizzò una proiezione di prova del film alla presenza di mogli e fidanzate dei membri dello studio, con musica ed effetti sonori realizzati dal vivo dagli animatori. La risposta del pubblico fu estremamente positiva, e diede a Walt la fiducia per andare avanti e completare il film. Disse poi nel ricordare questa prima visione: "L'effetto sul nostro piccolo pubblico era nientemeno che elettrico. Risposero quasi istintivamente a questa unione di suono e movimento. Pensavo che mi stessero prendendo in giro. Così mi misero in mezzo al pubblico e fecero ripartire l'azione. Fu terribile, ma meraviglioso! Ed era qualcosa di nuovo!". Iwerks disse: "Non sono mai stato così entusiasta in vita mia. Niente da allora lo ha mai eguagliato".
Walt si recò a New York per assumere una società che producesse il sistema audio. Alla fine si stabilì sul sistema Cinephone di Pat Powers, creato da Powers utilizzando una versione aggiornata del sistema Phonofilm di Lee De Forest senza dare alcun credito De Forest, una decisione di cui in seguito si sarebbe pentito.
La musica nella colonna sonora finale venne eseguita dalla Green Brothers Novelty Band e diretta da Carl Edouarde. I fratelli Joe e Lew Green della band assistettero anche alla sincronizzazione della musica con il film. Il primo tentativo di sincronizzare la registrazione con il film fu un disastro. Disney dovette vendere la sua spider Moon per finanziare una seconda registrazione. Questa fu un successo grazie al filmato di una palla che rimbalza per mantenere il ritmo.

## Distribuzione e accoglienza

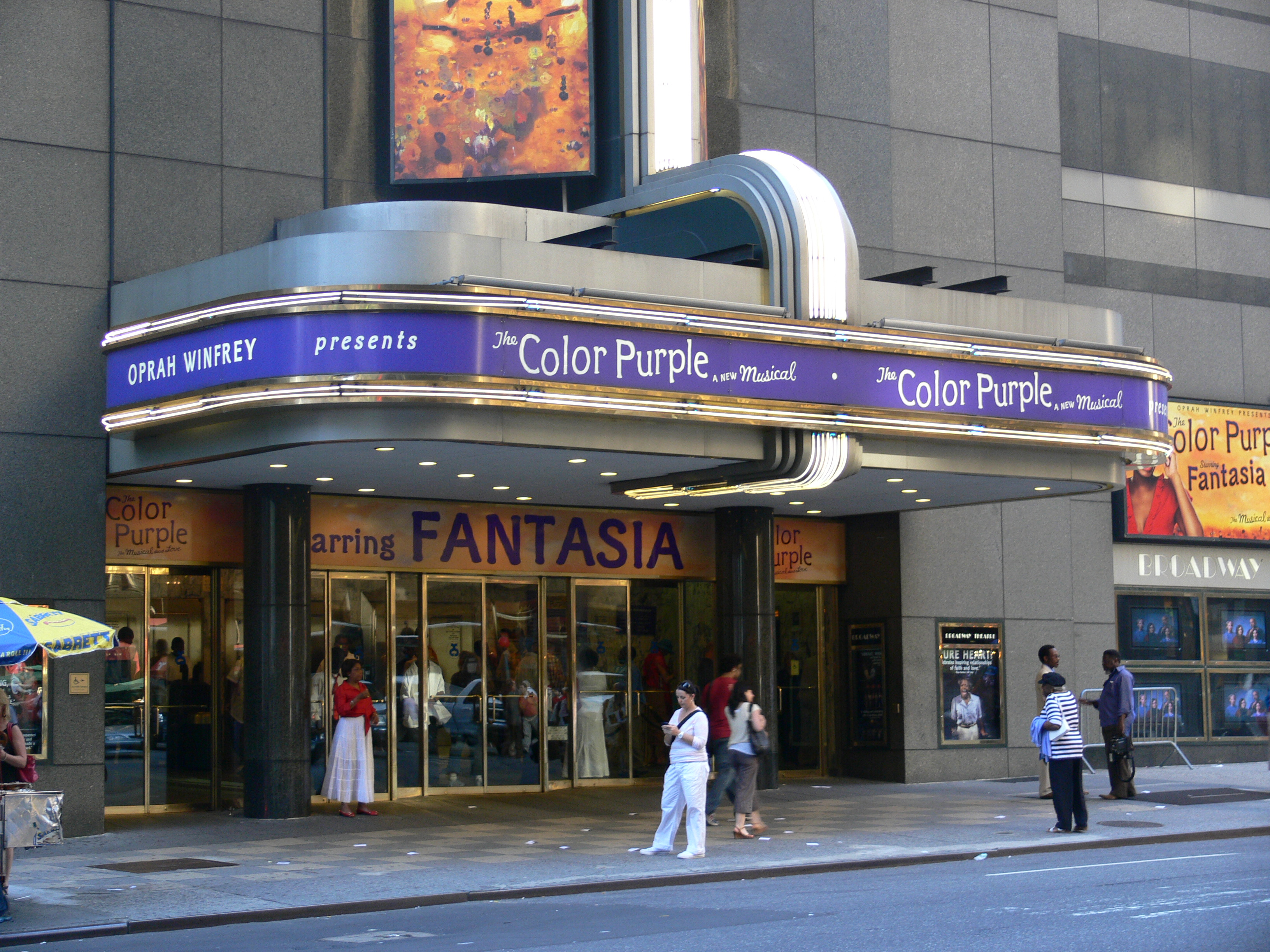
Il Broadway Theatre a New York nel 2007, dove Steamboat Willie venne proiettato per la prima volta nel 1928. Il luogo era conosciuto come "Universal's Colony Theatre" all'epoca.

Steamboat Willie debuttò allo Universal's Colony Theatre a New York il 18 novembre 1928. Il film venne distribuito dalla Celebrity Productions e la sua uscita iniziale durò due settimane. Disney venne pagato 500 dollari a settimana, che era considerata una grande quantità all'epoca.
Il successo di Steamboat Willie portò la fama internazionale non solo a Walt Disney, ma anche a Topolino. Il 21 novembre la rivista Variety pubblicò una recensione che diceva in parte: "Non è il primo cartone animato ad essere sincronizzato con effetti sonori, ma il primo ad attirare un'attenzione favorevole. Steamboat Willie rappresenta un alto ordine d'ingegno del cartone animato, sapientemente combinato con effetti sonori. L'unione ha portato a risate a bizzeffe. Le risatine sono arrivate così in fretta al Colony [Theater] che stavano inciampando l'una sull'altra".
La reazione fece sì che i due precedenti film di Topolino venissero riprodotti come cartoni animati sonori e distribuiti nei cinema. Nel 1998 Steamboat Willie venne inserito nel National Film Registry.

## Stato del copyright
Il film è stato il centro di una varietà di controversie riguardanti il copyright. Il copyright del film è stato più volte prorogato con atti del Congresso degli Stati Uniti d'America. Tuttavia, studi recenti dimostrano che il film poteva essere considerato di pubblico dominio a causa di tecnicismi relativi al copyright originale.
Steamboat Willie fu vicino a entrare nel pubblico dominio negli Stati Uniti più volte. Ogni volta, la protezione del copyright venne estesa. Avrebbe potuto entrare nel pubblico dominio in diverse occasioniː prima nel 1956 (ma fu rinnovato al 1984), poi nel 2003 (Copyright Act del 1976), e infine all'attuale data di dominio pubblico del 2023 con il Copyright Term Extension Act del 1998. Il copyright degli Stati Uniti su Steamboat Willie è rimasto quindi in vigore fino al 2024.
Proprio in occasione Copyright Term Extension Act del 1998, soprannominato "Mickey Mouse Protection Act", il film fu al centro una polemica.
Alcuni hanno affermato che queste estensioni sono state una risposta da parte del Congresso a forti pressioni esercitate dalla Walt Disney Company; altri sostengono invece che le estensioni di copyright approvate dal Congresso negli ultimi decenni abbiano seguito le tendenze all'estensione delle convenzioni internazionali sul copyright.
Negli anni '90 l'ex ricercatore Disney Gregory S. Brown stabilì che il film era probabilmente già di pubblico dominio negli USA, a causa di errori nella formulazione originaria del copyright. In particolare, il copyright del film originale aveva due nomi aggiuntivi tra Disney e la dichiarazione di copyright. Così, secondo le regole del Copyright Act del 1909, tutte le rivendicazioni di copyright sarebbero state nulle. Il professore dell'Università statale dell'Arizona Dennis Karjala suggerì ai propri allievi della scuola di diritto di studiare l'affermazione di Brown. Lauren Vanpelt raccolse la sfida e produsse un documento in accordo con l'affermazione di Brown; pubblicò il suo progetto sul web nel 1999. La Disney minacciò poi di citare in giudizio uno studente di legge dell'università di Georgetown che aveva scritto un articolo che confermava le affermazioni di Brown.
Dal 1º gennaio 2024, Steamboat Willie è entrato a tutti gli effetti nel pubblico dominio.

## Distribuzione

### Edizioni home video

#### VHS
America del Nord
- Mickey (1984)
- The Spirit of Mickey (14 luglio 1997)

Italia
- Topolino (giugno 1985)

#### DVD
Una volta restaurato, il cortometraggio fu distribuito in DVD nel primo disco della raccolta Topolino in bianco e nero, facente parte della collana Walt Disney Treasures e uscita in America del Nord il 4 dicembre 2001 e in Italia il 21 aprile 2004. Il corto è stato incluso anche nel secondo disco di un'altra raccolta della collana, Le avventure di Oswald il coniglio fortunato, uscita in America del Nord l'11 dicembre 2007 e in Italia il 27 maggio 2009, e nel DVD Topolino vintage, uscito in America del Nord il 12 luglio 2005 e in Italia il 20 novembre 2013.

#### Blu-ray Disc
Steamboat Willie è visibile integralmente nel secondo disco della prima edizione Blu-ray Disc di Biancaneve e i sette nani (uscita in America del Nord il 6 ottobre 2009 e in Italia il 2 dicembre), in particolare nel dietro le quinte Gli Hyperion Studios.

## Altri media
Livelli a tema di Steamboat Willie sono presenti nei video giochi Topolino e le sue avventure (1994), Kingdom Hearts II (2005) ed Epic Mickey (2010). Il cartone animato è presente in Disney's Magical Mirror Starring Mickey Mouse.
A partire dall'uscita de I Robinson - Una famiglia spaziale (2007), la scena di Topolino al timone del battello a vapore che fischia Steamboat Bill è stata utilizzata nel logo di produzione per i film dei Walt Disney Animation Studios. Una modifica è stata utilizzata nel film d'animazione Rapunzel - L'intreccio della torre per contrassegnare tale film come il 50º Classico Disney; il testo dice "50TH ANIMATED MOTION PICTURE" con la scena di Topolino nello "0". Una versione a 8 bit è stata utilizzata per Ralph Spaccatutto. La scena è stata anche raffigurata nel manifesto del film (in alto a destra). Viene inoltre raffigurata nell'ologramma di autenticità sul dorso delle recenti uscite Disney DVD.

## Influenza culturale
L'episodio Grattachecca e Fichetto: il film della quarta stagione de I Simpson offre una parodia breve ma quasi Shot-for-shot della scena d'apertura di Steamboat Willie, intitolata Vaporetto Fichetto (in originale Steamboat Itchy).
La scena d'apertura è stata parodiata verso la fine di Aladdin e il re dei ladri. Genio, essendo stato inghiottito dalla tartaruga gigante che portava l'Isola Evanescente sulla schiena, esce dalla bocca della tartaruga con il battello di questo film e trasformato in Topolino, fischiettando Turkey in the Straw.
Nel 1998, in occasione dei settant'anni del cortometraggio, i fumettisti italiani Tito Faraci e Francesco Artibani, coadiuvati dal disegnatore Corrado Mastantuono, realizzano Topolino e il fiume del tempo, pubblicata in due episodi su «Topolino», n. 2243, vero e proprio seguito delle vicende narrate in Steamboat Willie.
Nel film del 2008 Futurama - La bestia con un miliardo di schiene, l'apertura è una parodia di Steamboat Willie.
Nell'episodio Risparmio e Fantasia della serie animata Rat-Man il protagonista, ripensando al passato, presenta una parodia della scena iniziale di Steamboat Willie. 
Nell'anime Pokémon Diamante e Perla, il titolo inglese dell'episodio Una crociera da brivido (Steamboat Willies!) è un gioco di parole sul titolo del film.
Nel 2023, per celebrare i 100 anni della The Walt Disney Company, il settimanale Topolino ha allegato ai n. 3542 e 3543 dell’11 e del 18 Ottobre un francobollo metallico e una statuetta in plastica dedicati al cortometraggio Steamboat Willie; inoltre, il n. 3543 ha anche la copertina realizzata da Andrea Freccero e con i colori di Andrea Cagol, proprio ad esso ispirata, omaggiando la scena di Topolino al timone del battello a vapore.